# 古山泰生
古山 泰生（こやま やすお、1959年9月12日 - ）は、日本の政治家。自由民主党所属の元県議会議員（7期）。

## 経歴
岡山県里庄町生まれ。
- 1959年9月 - 9月12日、岡山県浅口郡里庄町で、父雅義[1]、母もとめの長男として生まれる。
- 1972年3月 - 里庄東小学校卒業
- 1975年3月 - 里庄中学校卒業
- 1978年3月 - 岡山県立笠岡高等学校卒業
- 1983年3月 - 専修大学法学部卒業
- 1983年4月 - 加藤六月衆議院議員秘書。
- 1987年4月 - 4年間の秘書生活で政治の基本を学んだあと、岡山県議会議員選挙に挑戦。県政史上最年少（当時）の27歳で初当選。
- 1991年3月 - 岡山県議会議員選挙。トップ当選で再選、以後7期連続当選
- 1992年5月 - 厚生環境委員会委員長
- 1995年5月 - 農林委員会委員長
- 1997年5月 - 商工労働警察委員会委員長
- 1998年5月 - 農林水産委員会委員長
- 1999年5月 - 岡山県監査委員
- 2005年5月 - 議会運営委員会委員長
- 2006年5月 - 岡山県議会副議長
- 2007年5月 - 自由民主党岡山県支部連合会幹事長
- 2007年9月 - 自由民主党岡山県支部連合会相談役
- 2008年5月 - 岡山県議会議長
- 2015年4月 - 岡山県議会議員選挙にて落選[2]
- 2019年4月 - 岡山県議会議員選挙にて落選[3]
- 2023年4月 - 公職選挙法違反の疑いで逮捕

## 役職
- 自由民主党岡山県支部連合会相談役
- 岡山県土地改良議員連盟会長
- 岡山県農業信用基金協会理事
- 岡山県美容生活衛生同業組合顧問
- 浅口商工会顧問
- 岡山県立笠岡高等学校同窓会会長[4]
- 一般財団法人ボーイスカウト岡山連盟維持財団評議員
- 日本ボーイスカウト岡山連盟浅口第3団育成会長

## 人物
- 幼少から町長職を8期つとめた父、古山雅義（1999年没）の薫陶を受け、政治の世界を志す。大学入学後は加藤六月代議士の指導を受ける。
- 保守政治家の立場から皇室をはじめ歴史・文化・教育の尊重を持論とし、特に郷土愛を育む教育の必要性を強く訴えている。
- 地方政治家にはめずらしく科学技術政策の充実をライフワークに掲げており、「岡山光量子科学研究所」の立ち上げに尽力した[5]。
- 自ら「読書の虫」というほどの読書家で、リンカーンやマックス・ウェーバーなど政治・歴史・思想書をよく読み、演説などで先哲の言葉をよく引用している。
- 浅口地域ゆかりの偉人の研究を続けており、後援会だより「有朋」では郷土出身偉人の紹介を連載している。
- 座右の銘「春風鉄壁を貫く」

## 趣味
- 読書、落語・狂言鑑賞、カメラ

## 政治信条と政策
古山泰生は、生涯を地方政治に尽くすという信念のもとに、郷土の発展・躍進のため政治活動に取り組んでいる。「創りあげたい郷土がある」がそのキャッチフレーズで、具体的な政策は次の通りである。
- 1.経済産業の活性化と新たな基盤づくり
  - 農林水産業の競争力倍増のための基盤整備の強化
  - 付加価値の高い企業の誘致
  - 倉敷福山道路の早期完成など地域交通網の整備
  - 寄島干拓地を「職・住・遊」の理想郷に
- 2.正義に貫かれた地域づくり
  - 対話による地域の集合知を結集した政治を実現
  - 地域の雇用創出と女性の働きやすさを全面支援
  - 地域での医療と高齢者福祉の充実
  - 地域と外国都市との交流・連携の推進
- 3.自然とふれあう豊かな環境づくり
  - 地震・津波・水害対策を万全に
  - 施設にユニバーサルデザインを積極導入
  - 学校など公共施設や交通基盤の長寿命対策
  - ウォーキング公園の新設や里山づくりの推進
- 4.芸術文化の振興と人づくり[6]
  - 教育権岡山の復活とスポーツの活盛をめざす
  - 郷土の先哲に学び、歴史と伝統文化を守り伝える
  - 子育て支援と少子化対策の推進
  - 子どものしつけと科学する心の涵養